# Governor Albert D. Rosellini Bridge—Evergreen Point
Die Governor Albert D. Rosellini Bridge—Evergreen Point, früher Evergreen Point Floating Bridge, meist SR 520 Bridge oder 520 Bridge, war die längste Schwimmbrücke der Welt, bis sie 2016 durch einen Neubau, die SR 520 Albert D. Rosellini Evergreen Point Floating Bridge ersetzt wurde. Sie befand sich im US-Bundesstaat Washington und führte die Washington State Route 520 von Seattle über den Lake Washington nach Medina. Die Länge der Schwimmbrücke betrug 2310 m, des gesamten Bauwerkes 4750 m. Die Brücke war, wie auch ihr Nachfolger, nach Albert Rosellini, dem 15. Gouverneur von Washington, benannt, welcher den Bau der Brücke politisch unterstützte.

## Geschichte
Nach dem Bau der ersten Schwimmbrücke über den Lake Washington, der heutigen Lacey V. Murrow Memorial Bridge, wurde 1960 mit dem Bau einer zweiten vierstreifigen Schwimmbrücke über den See begonnen, der Evergreen Point Floating Bridge. Sie sollte die Gemeinden an der Ostküste des Sees besser an Seattle anbinden und konnte nach dreijähriger Bauzeit am 28. August 1963 eröffnet werden. Die Baukosten betrugen 21 Millionen Dollar.
Ursprünglich war vorgesehen, am Westende den südlich in Richtung Interstate 90 verlaufenden R. H. Thomson Expressway an das Bauwerk anzuschließen. Das Vorhaben wurde 1971 nach Bevölkerungsprotesten endgültig aufgegeben, wenngleich die Anschlussrampen zur Brücke bereits gebaut waren.
Bis 1979 wurde von den Benutzern in jeder Fahrrichtung eine Maut von 35 Cent erhoben. Die danach nicht mehr benutzten Mautstellen wurden in Bushaltestellen umgebaut.
Die Brücke brachte besonders der Gemeinde Redmond einen großen Bevölkerungszuwachs: Während die Ortschaft 1960 noch weniger als 1500 Einwohner zählte, waren es 1970 bereits 11.000. Die Brücke bewirkte aber auch einen Bevölkerungszuwachs im nördlichen Teil von Bellevue und in Kirkland.
1988 wurde die Brücke zu Ehren Albert Rosellinis in Governor Albert D. Rosellini Bridge—Evergreen Point umbenannt. Die Brücke war immer weniger dem gestiegenen Verkehrsaufkommen gewachsen; sie wurde von bis zu 115.000 Fahrzeugen benutzt. Außerdem zeigte sich, dass sie bei starken Stürmen oder Erdbeben versagen könnte. Es wurde deshalb ab 1997 nach einem Ersatz der Brücke gesucht. Zu dessen Finanzierung wurde 2011 die Maut wieder eingeführt, die ausschließlich auf elektronischem Weg mit Transpondern und Nummernschildkameras eingezogen wurde, ohne den Verkehr zu stoppen. Im selben Jahr wurde auch mit dem Bau der Pontons für die neue, sechsstreifige Brücke begonnen, die im April 2016 fertiggestellt wurde.

## Bauwerk

### Schwimmbrücke (1963–2016)

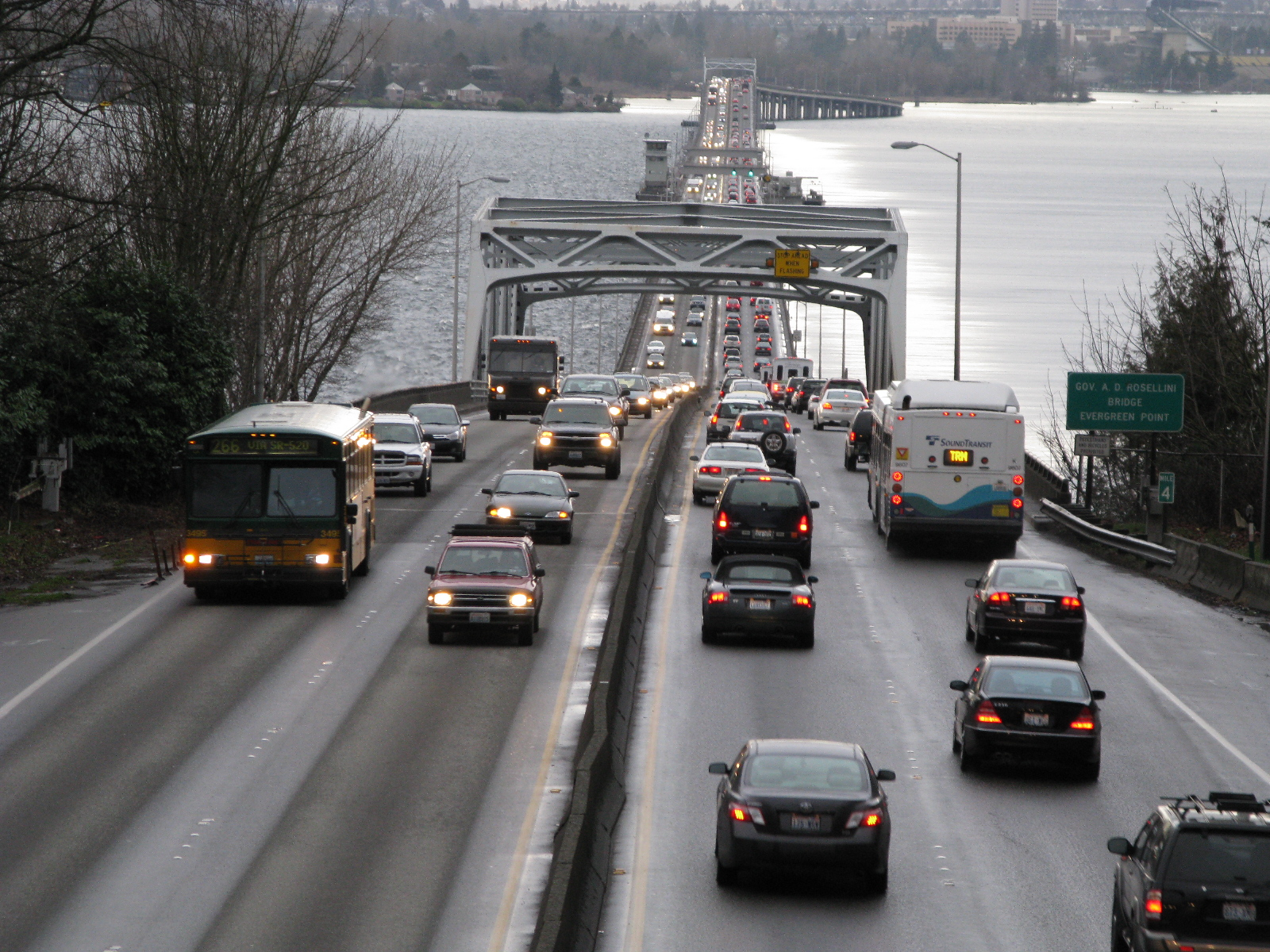
Blick über die Evergreen Point Floating Bridge gegen Westen

Das Bauwerk bestand aus einer Schwimmbrücke mit integrierter Schubbrücke und daran anschließenden Vorbrücken, die je eine Stabbogenbrücke zur Überquerung einer Öffnung für die Schifffahrt beinhalteten. Die Schwimmbrücke ruhte auf 33 Pontons aus Spannbeton. Der Innenraum war durch 15 cm dicke Schotten unterteilt, die Außenwände waren 23 cm dick. Die Pontons hatten verschiedene Größen, die größten waren 110 m lang, 4,8 m hoch und 6700 Tonnen schwer. Sie wurden durch 70 mm dicke Stahlseile, die an 62 auf dem Seegrund liegenden Betonankern befestigt waren, in Position gehalten. Die Fahrbahn mit vier Fahrstreifen lag 3,9 Meter über Wasser.
Die beiden Segmente der Schubbrücke wurden zum Öffnen unter die 2,2 Meter angehobenen Fahrbahnplatten der Nachbarfelder zurückgezogen. Dabei schwamm das vordere Ende des Schubbrückensegmentes auf einem beweglichen Ponton. Die Schubbrücke wurde sowohl für die Schifffahrt wie auch bei starken Winden geöffnet, um die Schwimmbrücke von den durch Wind und Wellengang einwirkenden Kräften zu entlasten. Die Öffnung wurde eingeleitet, wenn während einer Viertelstunde Böen über 80 km/h auftreten.

### Neue Brücke
Die neue Brücke wurde nördlich parallel zu der bestehenden gebaut und ist 35 Meter breit. Die Pontons des neuen Bauwerkes sind zwar auch 110 m lang, aber 8,5 Meter hoch und 23 Meter breit. Die Fahrbahn der neuen Brücke liegt 6 Meter über dem Wasser – deutlich höher als bei der alten Brücke. Die neue Fahrbahnplatte hat sechs Fahrstreifen, zwei Standstreifen und einen 4,3 Meter breiten Fuß- und Radweg.